# Шап
Шап (рос. Шап, марій. Шап) — селище у складі Медведевського району Марій Ел, Росія. Входить до складу Сидоровського сільського поселення.

## Населення
Населення — 39 осіб (2010; 52 у 2002).
Національний склад (станом на 2002 рік):
- росіяни — 42 %
- марі — 29 %